# شهرک شهید کشوری
شهرک شهید کشوری، روستایی در دهستان کشوری بخش مرکزی شهرستان ایلام در استان ایلام ایران است. این روستا، مرکز دهستان کشوری است.

## جمعیت
بر پایه سرشماری عمومی نفوس و مسکن در سال ۱۳۹۵، جمعیت این روستا برابر با ۵٬۰۹۲ نفر (۱٬۴۴۰ خانوار) بوده‌است.